# Selk Nor
Selk Nor (dansk) eller Selker Noor (tysk) er en sø beliggende i Sydslesvig i nærheden af Slesvig by i det nordlige Tyskland. Søen er forbundet med Haddeby Nor og dermed med Slien. Den har tilløb af Selk møllegrav. Søens maksimale dybde er 5,2 m. Den største del af søen hører til Selk kommune, den sydligste del hører til Fartorp kommune. I nærheden af Selk Nor befinder sig Hedeby og Dannevirkes Kovirke.
Ved vadestedet mellem Selk Nor og Haddeby Nor blev i 1797 fundet den store Sigtrygsten, som er en af runestenene fra Hedeby. Det cirka 10 meter brede vadested mellem de to nor kan passeres via en lille træbro.